# 新・夕陽のガンマン/復讐の旅
『新・夕陽のガンマン/復讐の旅』（伊: Da uomo a uomo、英: Death Rides a Horse）は1967年のマカロニ・ウェスタンである。監督はジュリオ・ペトローニ。脚本はルチアーノ・ヴィンチェンツォーニ、美術デザイナーはフランコ・ボッターリ、出演はリー・ヴァン・クリーフ、ジョン・フィリップ・ロー。
セルジオ・レオーネ監督作品に『夕陽のガンマン』と『続・夕陽のガンマン』という作品があるが、本作とは何の関係もない。

## ストーリー
家族を殺された男と仲間に裏切られた男、それぞれの復讐の戦いが交差する。

## キャスト
| 役名         | 俳優                       | 日本語吹替                                                       |
| 役名         | 俳優                       | NETテレビ版                                                      |
| ------------ | -------------------------- | ---------------------------------------------------------------- |
| ライアン     | リー・ヴァン・クリーフ     | 納谷悟朗                                                         |
| ビル         | ジョン・フィリップ・ロー   | 柴田侊彦                                                         |
| ウォルコット | ルイジ・ピスティッリ       | 小林清志                                                         |
| カバナ       | アンソニー・ドーソン       | 加藤精三                                                         |
| ペドロ       | ホセ・トーレス             | 青野武                                                           |
| コロサス     | マリオ・ブレガ             | 田中康郎                                                         |
| マニュエル   | グリエルモ・スポレティーニ | 今西正男                                                         |
| マルチナ     | フェリチータ・ファニー     | 朝井真子                                                         |
| パコ         | アンジェロ・スサニ         | 上田敏也                                                         |
| ビルの姉     | ヴィヴィアン・ボッカ       | 塚田恵美子                                                       |
| 不明 その他  |                            | 日高晤郎 緑川稔 千葉順二 寺島幹夫 木原正二郎 加藤正之 鈴木れい子 |
|              |                            |                                                                  |
| 演出         | 演出                       | 小林守夫                                                         |
| 翻訳         | 翻訳                       | 木原たけし                                                       |
| 効果         | 効果                       | 芦田公雄 熊耳勉                                                  |
| 調整         | 調整                       | 前田仁信                                                         |
| 制作         | 制作                       | 東北新社                                                         |
| 解説         | 解説                       | 淀川長治                                                         |
| 初回放送     | 初回放送                   | 1974年8月18日 『日曜洋画劇場』                                   |

## 影響
- クエンティン・タランティーノ監督の『キル・ビル』には本作のオマージュと思われるシーンがいくつかある。また、本作の音楽の一部が『キル・ビル』でも使用された。

## 映像ソフト
本作にはイタリア公開版（120分）と、6分短いアメリカ公開版がある。現在日本で発売されているのはアメリカ公開版（114分）である。
日本語吹き替えはBD版に収録。